# John Tomlinson
Sir John Rowland Tomlinson (Oswaldtwistle, 22 settembre 1946) è un basso britannico.

## Biografia
Tomlinson studiò al Royal Northern College of Music e con Otakar Kraus. Canta regolarmente alla Royal Opera House di Londra e alla English National Opera, e con le maggiori compagnie operistiche britanniche. Ha cantato al Festival di Bayreuth tutti gli anni dal 1988 al 2003, interpretando tutti i maggiori ruoli wagneriani: Wotan, il Viandante, re Marke, Titurel, Gurnemanz, Hagen e l'Olandese. Nel 2008 è stato il primo interprete del ruolo eponimo nell'opera di Harrison Birtwistle The Minotaur alla Royal Opera House.
Nel 1997 è stato nominato Commendatore dell'Ordine dell'Impero Britannico (CBE) per i suoi servigi alla musica, e nominato cavaliere nel 2005 in occasione dei festeggiamenti per il compleanno della regina Elisabetta II.

## Repertorio
- Giuseppe Verdi
  - Nabucco (Zaccaria)
  - Aida (Re, Ramfis)
  - La forza del destino (Padre Guardiano)
  - Attila (Attila)
  - Don Carlos (Filippo II, Il Grande Inquisitore)
  - Il trovatore (Ferrando)
  - Rigoletto (Sparafucile)
  - Otello (Lodovico)
  - Ernani (Silva)
- Wolfgang Amadeus Mozart
  - Don Giovanni (Il Commendatore)
- Giacomo Puccini
  - Turandot (Timur)
- Vincenzo Bellini
  - Norma (Oroveso)
- Claudio Monteverdi
  - L'incoronazione di Poppea (Seneca)
- Gaspare Spontini
  - La Vestale (Aruspice)
- Amilcare Ponchielli
  - La Gioconda (Alvise)